# Piraterie en mer de Chine

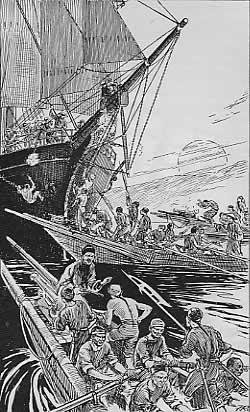
Pirates chinois attaquant un navire marchand (début du XIXe siècle).

La piraterie en mer de Chine est attestée depuis au moins l'époque des Ming et perdure jusqu'à nos jours. L'importance de la population maritime dans la région, la pauvreté des peuples riverains et l'intensité des relations commerciales qui parcourent la mer de Chine orientale expliquent que la zone soit particulièrement propice à la piraterie. Celle-ci est combattue à la fois par les pouvoirs locaux, qui souhaitent conserver leur souveraineté maritime, et par les Occidentaux, soucieux de sécuriser leurs routes de commerce et leurs intérêts économiques en Orient. Les pirates chinois constituent un sujet pour les différentes formes d'art.

## La piraterie chinoise et japonaise sous les Ming et au début de la dynastie Qing

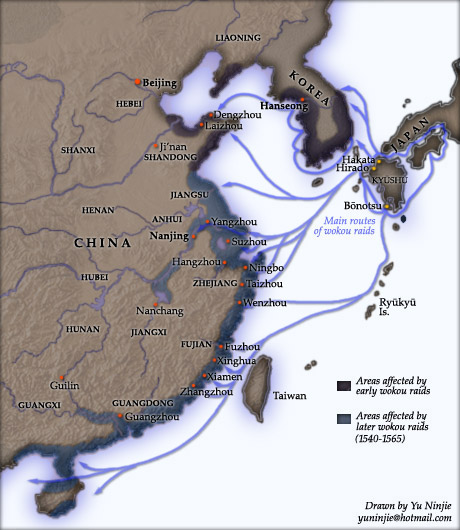
Raids des Wakō sur la Chine et la Corée au XVIe siècle.

L'arrivée au pouvoir de la dynastie Ming correspond à un moment de repli de la Chine sur son territoire intérieur, à l'exception des expéditions de Zheng He dans la première moitié du XVe siècle. Tout contact avec des populations étrangères est prohibé, le commerce maritime devient un monopole d'État et se trouve limité au paiement du tribut par les territoires soumis. Cela encourage la contrebande, particulièrement en mer de Chine méridionale, activité que les sources étatiques qualifient de « piraterie », et les autorités emprisonnent, voire exécutent, les fautifs, sans jamais parvenir à enrayer le commerce illicite. De même les Chinois en fuite hors du pays sont systématiquement qualifiés de « complices des pirates », tout comme ceux qui sont en contact avec des étrangers.
Pendant la période Ming, la piraterie est principalement le fait des Tankas, population pauvre de pêcheurs de Canton et de ses environs. L'été est une période où la mousson et le manque de poissons poussent les pêcheurs à devenir des pirates saisonniers en mer de Chine méridionale, profitant de l'intense circulation marchande de la région. Ils opèrent grâce aux jonques sur lesquelles ils vivent.
En 1534, des marins de la province de Fou-kien concluent un accord commercial avec des moines d'Okinawa du royaume de Ryūkyū pour l'importation de métaux précieux (argent, cuivre et or), générant une forte contrebande qui attire des paysans appauvris par la crise économique qui sévit alors et attirés par la possibilité d'un enrichissement rapide. Désormais la piraterie en mer de Chine est le fait des Tankas, de paysans et de Japonais. Ces derniers donnent leur nom à la piraterie du XVIe siècle (Wakō, wōkòu en chinois) bien qu'ils ne constituent, au plus, que 30 % des pirates de la mer de Chine. Leurs bateaux, petits et à fonds plats, sont plus adaptés au transport de marchandises légères qu'à l'abordage.

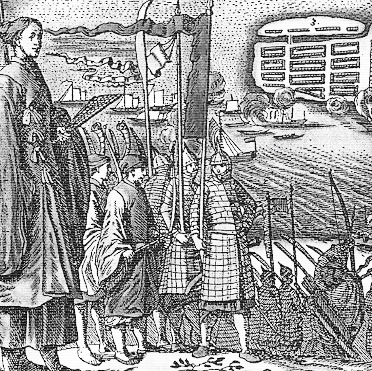
Gravure hollandaise du XVIIe siècle représentant les soldats de Koxinga en armure.

La piraterie en mer de Chine connaît alors une période faste. Les grandes familles marchandes de Canton emploient massivement des Wakō et écoulent les marchandises récupérées. Les pirates se sentent forts : ils contrôlent des bases sur Kyushu et de nombreuses îles au large de la Chine, et sont armés d'arquebuses. Ils n'hésitent pas à attaquer la flotte impériale ou à mener des raids à l'intérieur des terres, et même à Nankin. Le pouvoir central chinois peine à juguler le phénomène malgré les décapitations publiques de pirates, et ses relations avec le Shogunat Tokugawa au Japon se dégradent. Vers le milieu du XVIe siècle, l'empereur prend des mesures énergiques : augmentation des effectifs militaires, soldats mieux armés, villes mieux défendues, assouplissement de la politique commerciale pour inciter les marchands à ne plus recourir aux pirates... La piraterie diminue alors, et reste limitée pendant un siècle, ou se déplace plus loin comme Limahong s'attaquant aux Philippines.
Toutefois, en renonçant à son monopole commercial, la dynastie Ming s'est affaiblie. Les marchands portugais et hollandais, profitant de cette ouverture, n'hésitent pas à faire appel à des pirates comme Zheng Zhilong et à la contrebande pour que leurs affaires prospèrent. La chute du dernier empereur Ming en 1644 ouvre une période de troubles qui permet la résurgence de la piraterie. Les Mandchous, nouveaux maîtres de la Chine, réagissent vivement : ils évacuent les régions côtières du Sud-Est, provoquant l'exode de centaines de milliers d'habitants, et mènent en 1683 une expédition à Taiwan pour y éliminer les pirates qui y étaient installés depuis la prise de l'île par Koxinga en 1661.

## Le renouveau de la piraterie chinoise à la fin duXVIIIesiècleet la Confédération pirate

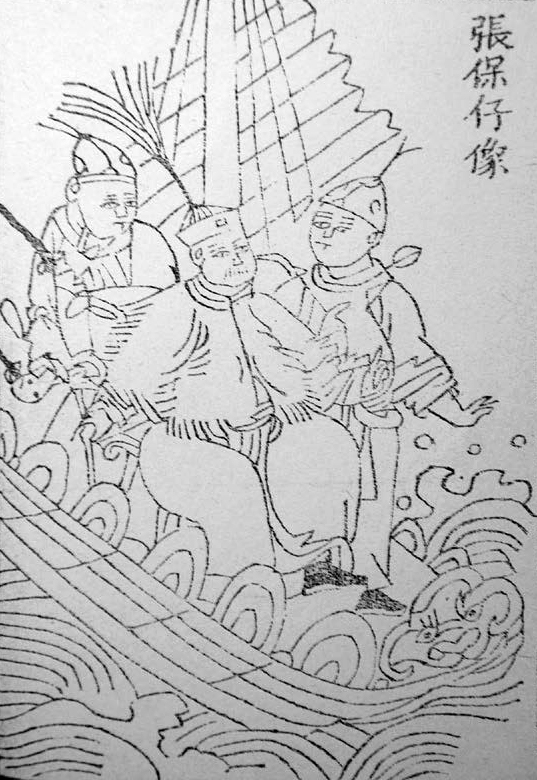
Le pirate Zhang Pao Tsai représenté vers 1830.

La piraterie en mer de Chine connaît un renouveau à la fin du XVIIIe siècle lorsque les Vietnamiens y ont recours contre l'ennemi chinois. Les frères Tây Sơn emploient des corsaires à la fin des années 1780, revitalisant une piraterie qui s'organise en une Confédération quelques années plus tard. Celle-ci établit son siège sur la péninsule de Leizhou dans la province du Guangdong.
En 1797, le pirate Cheng I est le leader de cette Confédération de six escadres composées chacune de 10 à 40 jonques. Chaque escadre est identifiée par la couleur de son pavillon : rouge, noir, blanc, bleu, vert ou jaune. Des règles précises sont édictées concernant le règlement des conflits, les tactiques à adopter et le partage des butins. Un cinquième des prises vont aux capitaines des jonques, le reste alimente une caisse commune. La puissance militaire et financière de la Confédération est telle qu'elle peut imposer un « ordre pirate » face à un pouvoir chinois miné par la corruption des mandarins. Entre Canton et le Vietnam, les routes maritimes sont sous le contrôle des escadres pirates qui rackettent les navires de passage, y compris européens, et attaquent les récalcitrants. Les marchands en viennent à payer à la Confédération une « cotisation » qui préserve leurs bateaux mais renchérit le prix des marchandises. Les pirates imposent un régime de terreur par les mutilations qu'ils font subir à leurs prisonniers et par les raids qu'ils mènent sur les côtes pour se procurer armes et munitions. Après la mort de Cheng I en 1807, son épouse Ching Shih prend la tête de la Confédération avec son fils adoptif Zhang Pao Tsai et fait appliquer un dur règlement : ainsi tout déserteur a les oreilles coupées et toute relation avec les femmes prisonnières est puni d'un saut à la mer les pieds liés.
Le pouvoir central chinois tente à plusieurs reprises de combattre l'influence de la Confédération. Une première campagne est menée en 1805 par le gouverneur Na Yen Cheng, mais ses résultats sont éphémères. Les Européens, soucieux pour leurs intérêts économiques, protestent quand les pirates s'approchent à nouveau de Canton. Les autorités chinoises font appel à un navire américain, avec quelque succès, mais ne parviennent pas à affaiblir réellement la Confédération. L'empereur décide finalement de lancer une politique d'indulgence qui aboutit à la reddition des deux principales escadres en 1810 et des autres l'année suivante.

## La piraterie chinoise entre le milieu duXIXesiècleet la Seconde Guerre mondiale

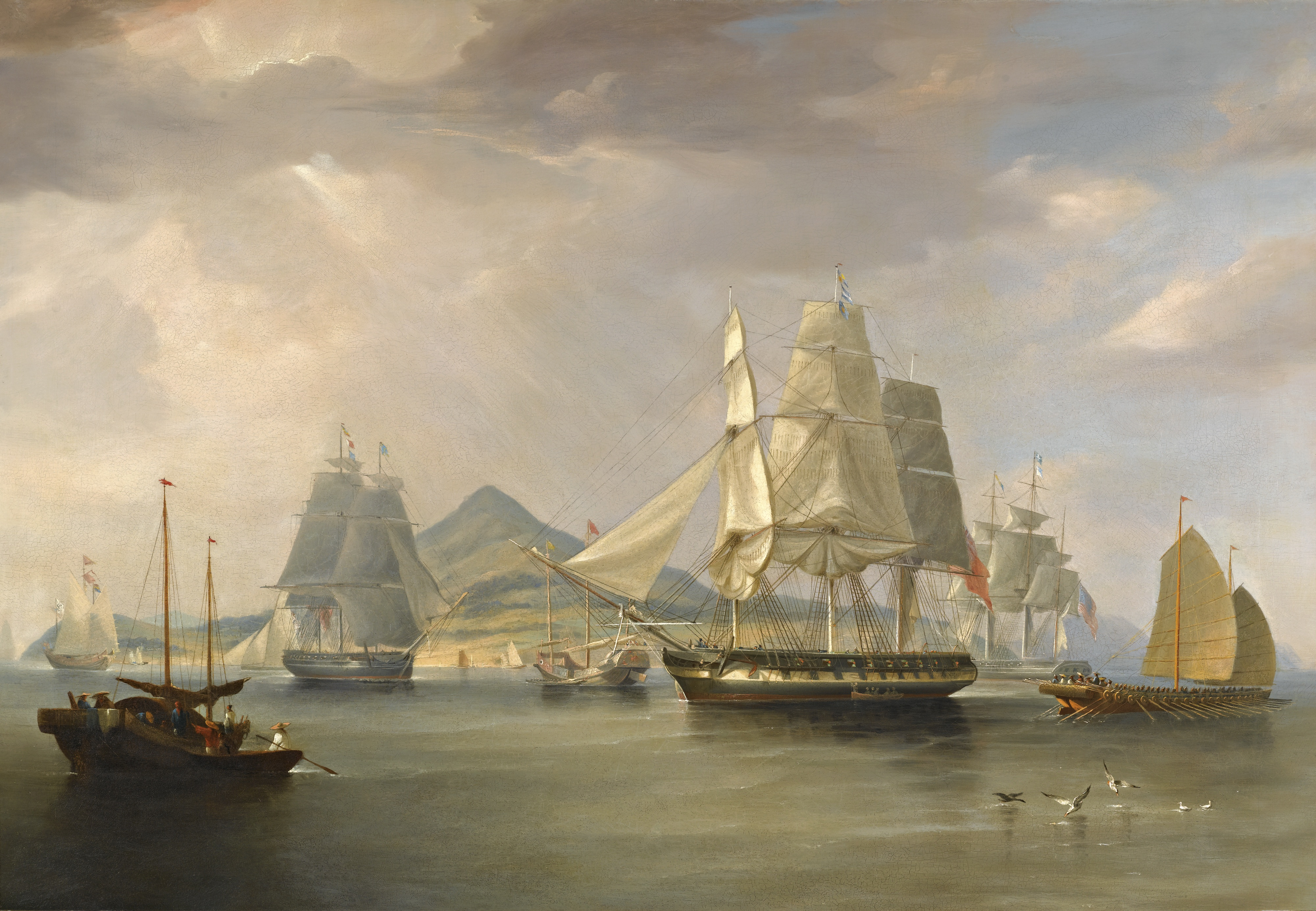
Bateaux européens et jonques chinoises se disputent le commerce de l'opium aux abords de l'île de Lintin dans l'estuaire de la rivière des Perles (tableau de 1824 par William John Huggins).

La piraterie en mer de Chine survit à la fin de la Confédération, mais elle doit faire face aux ambitions des Européens qui veulent sécuriser les routes commerciales avec l'Asie orientale. Les Britanniques sont les plus actifs dans la lutte contre les pirates. Durant la guerre de l'opium, ils s'efforcent d'éradiquer ces concurrents dans le trafic de cette substance. Une fois installés à Hong Kong, ils découvrent l'impunité dont jouissent les pirates, lesquels pillent abondamment, et décident de les pourchasser en employant des espions qui recensent pour eux les jonques incriminées. La justice britannique punit sévèrement les pirates. De plus, les Anglais entreprennent de désarmer systématiquement les bateaux chinois. De leur côté, les Français apportent leur contribution à cette lutte contre la piraterie en sécurisant les côtes vietnamiennes et chinoises.
L'emploi des bateaux à vapeur par les Occidentaux leur donne une supériorité technique sur les jonques qu'ils coulent facilement. Ainsi, le 4 août 1855, au large de Tai O, la bataille de la baie de Ty-ho, l'une des plus importantes opérations anti-pirates, montre cette incontestable supériorité. Pour libérer sept navires marchands capturés, deux vapeurs de la Royal Navy et le USS Powhatan de l'East India Squadron de l'United States Navy affrontent trente-six jonques et en coulent dix-sept, faisant cinq cents tués et un millier de prisonniers parmi les pirates, contre neuf tués et six blessés dans les rangs américano-britanniques.
Malgré cela, une piraterie résiduelle continue à exister jusqu'à la Seconde Guerre mondiale. Par exemple, l'affaire du North Star est restée célèbre : le 13 mai 1861, ce bateau britannique tout juste parti de Hong Kong pour Nagasaki a été attaqué par des pirates bénéficiant de complicités à bord, faisant huit morts pour un butin en or équivalent à 4 000 dollars. Durant toute cette période, la ville de Macao reste un repaire de la piraterie chinoise, dont l'une des figures emblématiques est Lai Choi San, femme à la tête des pirates macanais durant l'entre-deux-guerres, qui acquiert la célébrité grâce au récit du journaliste Aleko Lilius, I sailed with Chinese Pirates (1931).

## La piraterie contemporaine en mer de Chine

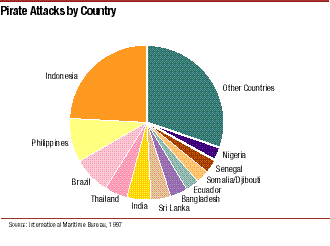
Actes de piraterie par pays en 1998. Avant l'explosion de la piraterie autour de la Corne de l'Afrique, les pays de l'Asie du Sud-Est sont en tête.

À partir de l’an 2000, à la suite de la crise économique asiatique de 1997, on assiste à un renouveau de la piraterie en Asie du Sud-Est, essentiellement des attaques de navires au mouillage ou dans le détroit de Malacca et le détroit de Singapour, tandis que le risque de terrorisme islamiste s'amplifie dans la moitié sud de la mer de Chine méridionale. Cette piraterie décline vers 2004-2005, notamment en raison de mesures de sécurité prises dans le cadre d’une coopération régionale, mais il y a entre une cinquantaine et une centaine d'incidents par an entre 2008 et 2013.

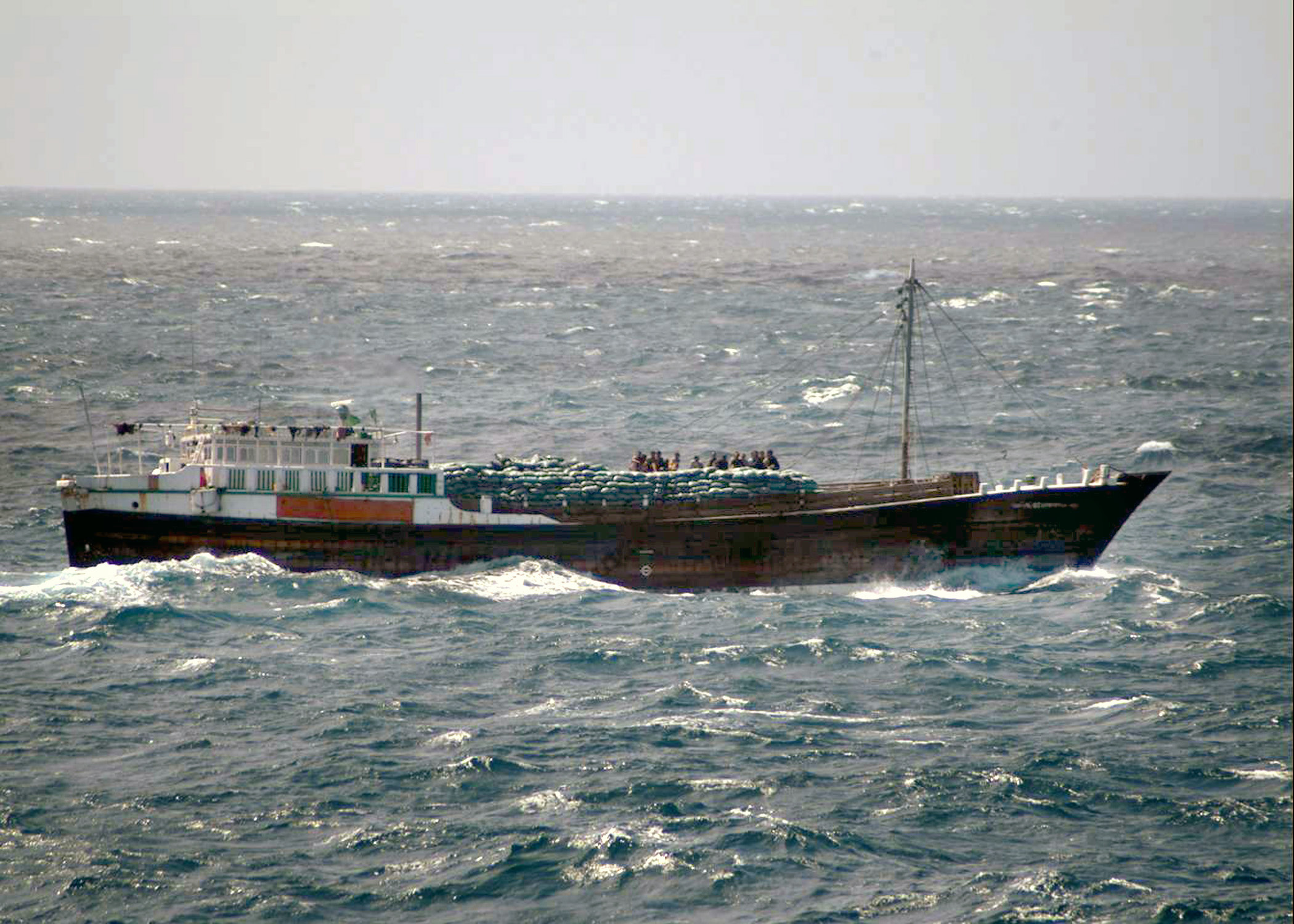
Dhow suspecté de piraterie au large de la Malaisie en janvier 2006.

En 2015, la piraterie est de nouveau en hausse. Selon le Bureau maritime international, au cours du premier trimestre 2015, sur 54 attaques recensées dans le monde, 38 ont lieu en mer de Chine. Des attaques menées en particulier contre les petits pétroliers et méthaniers pour dérober leur cargaison ou leur carburant se produisent au moins toutes les deux semaines. Cette recrudescence est le fait de trois à quatre groupes s'attaquant à ces navires difficiles à protéger. Le risque de terrorisme islamiste s'est également accru. 
L’Indonésie est le pays de la région le plus touché par ce phénomène, avec 40 % des cas de piraterie recensés. La police maritime indonésienne conseille à tous les navires de mouiller dans la dizaine de zones surveillées par les forces de sécurité afin d’être mieux protégés. Suivent la Malaisie et le Vietnam.

## Influence dans les arts
La troisième nouvelle du recueil Histoire universelle de l'infamie de Jorge Luis Borges (1935), intitulée La Veuve Ching, pirate, est consacrée à Ching Shih.
Les albums de la série de bande dessinée Buck Danny Alerte en Malaisie et Tigre de Malaisie publiés à partir de 1956 portent sur ce thème. 
En 1983, Jackie Chan a pris la piraterie chinoise comme contexte pour son film Le Marin des mers de Chine qui se déroule au début du XXe siècle.
La piraterie moderne est le thème du manga Black Lagoon édité à partir de 2002.
Dans le jeu vidéo Hitman 2, sorti en 2018, l'une des cibles présente dans une mission, le « Maelström », est présentée comme un pirate moderne, actif en Mer de Chine, et qui s'est illustré par l'assaut sanglant d'un pétrolier chinois.